# Changach
Changach is een plaats in Kenia in het district Keiyo in de provincie Bonde la Ufa.

## Geboren
- John Kibowen (1969) - Keniaanse langeafstandsloper